# Canguçu
Canguçu es un municipio brasileño del estado de Rio Grande do Sul.
Se encuentra ubicado a una latitud de 31º23'42" Sur y una longitud de 52º40'32" Oeste, estando a una altitud de 386 metros sobre el nivel del mar. Su población estimada para el año 2004 era de 52.001 habitantes. Además del uso oficial del portugués, el dialecto alemán pomeranio también goza de estatus como idioma cooficial del municipio, la cual es enseñada en las escuelas del municipio.
Ocupa una superficie de 3520,6 km².